# Piz Buin
Il Piz Buin (; 3.312 m s.l.m.) anche chiamato Piz Buin Grond in lingua romancia è una montagna delle Alpi Retiche occidentali (sottosezione Alpi del Silvretta, del Samnaun e del Verwall). Forma il confine tra il cantone svizzero dei Grigioni e lo stato austriaco del Vorarlberg ed è la vetta più alta del Vorarlberg. 
Una cima simile ma più piccola nelle vicinanze è chiamata Piz Buin Pitschen a 3.255 m. Il Piz Buin fu scalato per la prima volta il 14 luglio 1865 da Joseph Anton Specht e Johann Jakob Weilenmann, guidati da Jakob Pfitscher e Franz Pöll.

## Origine del nome
Piz Buin è un nome retoromancio che significa "testa del bue". Il nome originale è Piz Buin Grond (Grande Piz Buin), in contrasto con il piccolo Piz Buin, il Piz Buin Pitschen.

## Descrizione

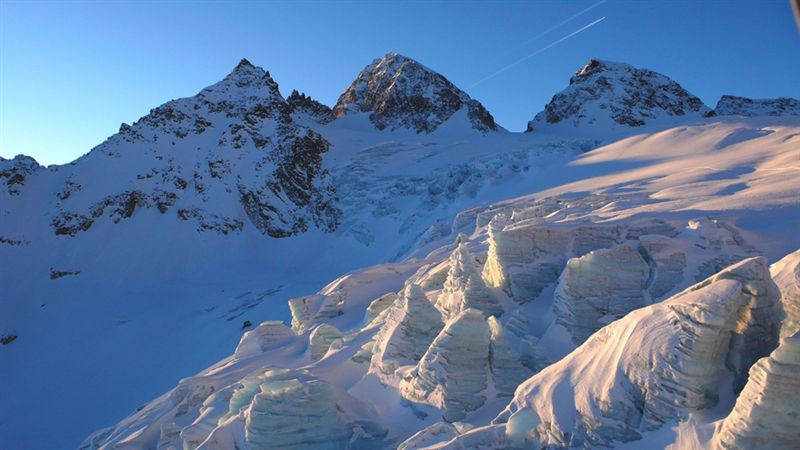
Il Piz Buin (vetta in mezzo) ai piedi del ghiacciaio dell'Ochsental.

Si trova lungo la linea di confine tra la Svizzera (Canton Grigioni) e l'Austria (Vorarlberg). È la montagna più alta del Vorarlberg. A ovest si trova il Klein Piz Buin (3.255 m). A nord e a ovest del Piz Buin si trova il ghiacciaio della Ochsental. A nord-est si trova il ghiacciaio Vermunt. Questi due ghiacciai si trovano in Austria e sono la fonte del fiume Ill che scorre verso nord.
Il fondovalle quasi pianeggiante all'uscita della Ochsental (oggi allagato dalle acque della diga di Silvretta), un tempo era un pascolo. Nelle vicinanze del lago artificiale si allevano ancora oggi animali da pascolo.

## Geologia
Il Piz Buin è costituito principalmente da tre tipi di roccia: paragneiss, ortogneiss e anfibolite. I cosiddetti ortogneiss (ex copri magmatici) formano la base della montagna. Sopra di essi si trova uno strato di paragneiss (ex sedimenti), seguita da uno strato di anfiboliti (strati lavici). La cima del piccolo Piz Buin (Piz Buin Pitschen) è costituita esclusivamente da anfibolite.

## Storia

Fotografia del 1896 che mostra il panorama del Piz Buin.

La prima salita fu effettuata il 14 luglio 1865 da Josef Anton Specht e Johann Jakob Weilenmann con le guide Jakob Pfitscher e Franz Pöll.
Diverse congetture ipotizzano che la croce di vetta sia stata eretta negli anni cinquanta. Solo sul sito web del comune di Gaschurn è stato annotato, dopo aver consultato gli storici regionali, che la prima croce sulla montagna più alta del Vorarlberg venne erretta nel 1936. Il 26 giugno 2016, la vecchia croce di vetta è stata sostituita con una nuova.

## Escursioni

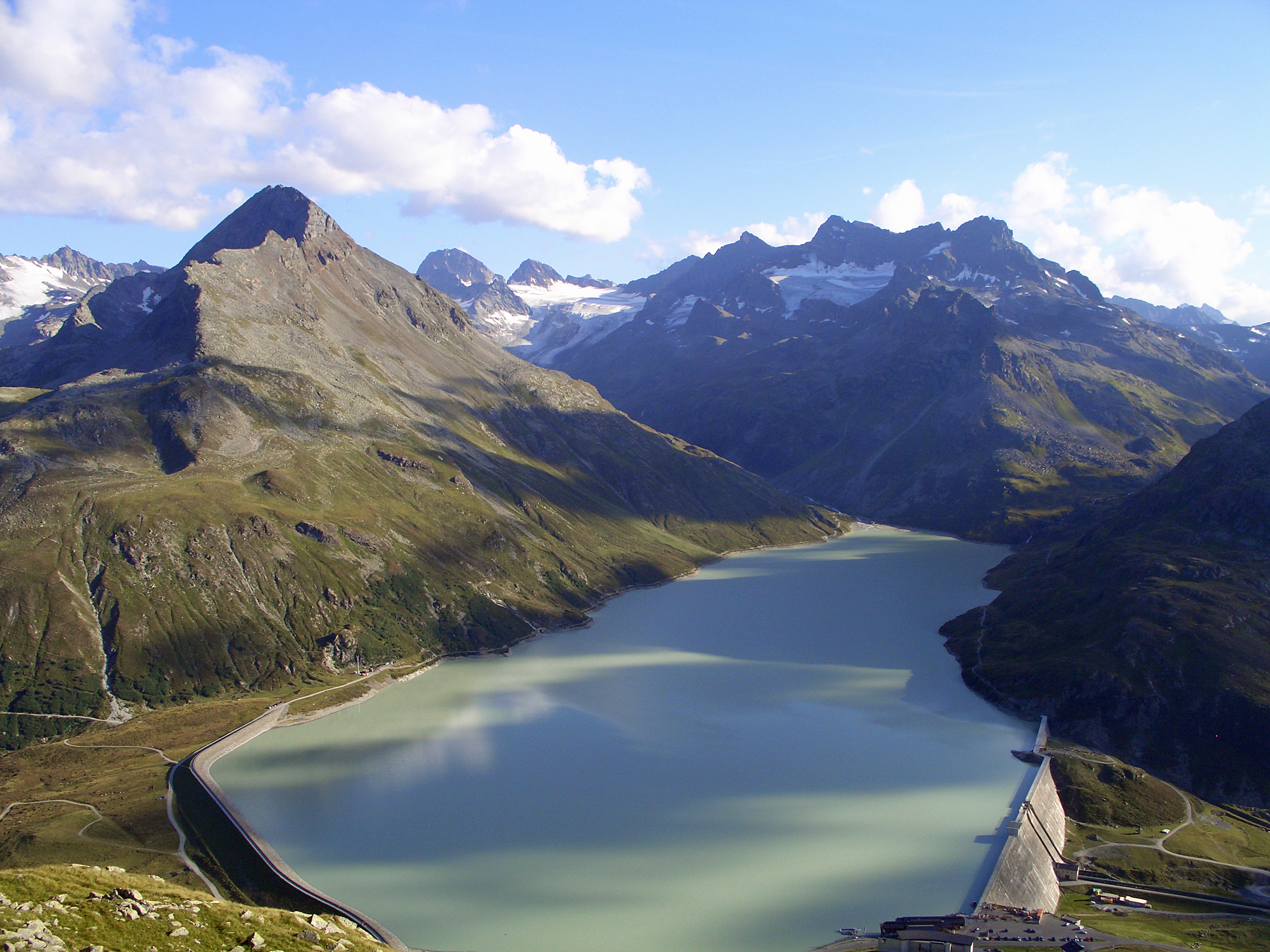
Il lago artificiale della diga del Silvretta con le montagne Hohes Rad (a sinistra) e Piz Buin grande e piccolo (al centro) con il ghiacciaio dell'Ochsental.

Sul lato austriaco, la Wiesbadener Hütte (2.443 m) si trova sul versante orientale della valle Ochsental. Da qui la via normale porta a sud sul ghiacciaio Vermunt e poi a ovest sulla cresta Wiesbadener Grätle, attraversando il ghiacciaio Ochsentaler fino al passo Buinlücke. Durante la salita, bisogna passare attraverso zone di difficoltà dal II al IV grado (scale UIAA). Dopo che il ghiacciaio ha iniziato a sciogliersi nel 2000, questo percorso è diventato sempre più difficile e rischioso.
Un altro percorso porta dalla Wiesbadener Hütte al passo Buinlücke attraverso il ghiacciaio Ochsentaler. Questa salita è popolare tra gli alpinisti.

## Curiosità
Al monte è ispirata l'omonima linea di solari, di proprietà della multinazionale farmaceutica statunitense Johnson & Johnson. Secondo l’azienda produttrice, l’idea del prodotto venne nel 1938, quando lo studente di chimica Franz Greiter si scottò scalando la vetta del Piz Buin e l'evento gli fu da ispirazione per sviluppare nel 1946 la Piz Buin Gletscher Crème.